# 三大林場
三大林場指的是阿里山林場、太平山林場、八仙山林場，為台灣早期於日本治理下，森林開發的重要林場，當時日本在台灣森林的砍伐具有一定的永續性（砍伐後會補植）,但是極多珍貴的巨木均已被運往日本做神社建築使用。國民政府播遷早期，經歷一段濫伐時期，不過目前關已經停止營林，在精省之後，都改隸中華民國行政院農業委員會林務局所屬的各林區管理處所管轄。